# Phyllis Harding
Phyllis May Harding, coniugata Turner (Wandsworth, 15 dicembre 1907 – Rugby, 16 novembre 1992), è stata una nuotatrice britannica, specializzata nel dorso e nello stile libero.

## Palmarès
- Giochi olimpici

Parigi 1924: argento nei 100 metri dorso.
- Europei

Bologna 1927: bronzo nel 100 metri dorso.
Parigi 1931: argento nella staffetta 4x100 metri stile libero, bronzo nei 100 metri dorso.
- Giochi dell'Impero Britannico

Hamilton 1930: oro nella staffetta 4x100 iarde stile libero, bronzo nelle 100 iarde dorso.
Londra 1934: oro nelle 100 iarde dorso, argento nella staffetta 3x110 iarde miste.